# Žito (album)
Žito je album českého hudebníka Daniela Landy. Album vyšlo 12. září 2015, v den Landova Velekoncertu, a vydalo ho Landa production s Warner Music. Je na něm 12 skladeb – autorem 10 z nich je Daniel Landa, hudbu k písní „To je válka!“ napsal Václav Noid Bárta a text Landa, autorem písně „Bývali Čechové“ je František Labler.

## Seznam skladeb
1. Bývali Čechové
2. Modrá obálka
3. Šmouha
4. Neklidné nebe
5. Král Karel
6. To je válka!
7. Česká krajina
8. Uruz
9. Lagu
10. Raidó
11. Kejklířovo díkůvzdání
12. Not